# Heilig-Geist-Kirche (Schweinfurt)
Koordinaten: 50° 2′ 33,1″ N, 10° 13′ 47,4″ O
Die Heilig-Geist-Kirche in Schweinfurt ist die römisch-katholische Pfarrkirche der im Jahr 2017 errichteten gleichnamigen Stadtpfarrei. Die Kirche steht anstelle eines Vorgängerbaus, der Spitalkirche zum Heiligen Geist, und ist der erste katholische Kirchenneubau Schweinfurts seit der Reformation. Die neuromanische Basilika wurde 1897 bis 1902 nach Plänen von Anton Leipold erbaut und überstand den Zweiten Weltkrieg unbeschädigt.

## Spitalkirche zum Heiligen Geist
Die Spitalkirche zum Heiligen Geist geht auf das vor 1338 gegründete Spital zum Heiligen Geist zurück. Später wurde daneben das nach ihm benannte (äußere) Spitaltor errichtet. Die Spitalkirche wurde im Zweiten Markgrafenkrieg 1554 („Zweites Stadtverderben“) bis auf den Chor zerstört. Ende des 16. Jahrhunderts wurde sie im gotischen Stil wieder aufgebaut.
Die Reichsstadt Schweinfurt war seit der Reformation lutherisch. Eine katholische Gemeinde konnte sich erst in napoleonischer Zeit wieder etablieren. Sie bekam 1803 von der königlich bayerischen Regierung die Spitalkirche als Pfarrkirche zugewiesen. Für die Neuausstattung nach 1803 erwarb die katholische Gemeinde Kunstwerke aus säkularisierten Klosterkirchen der Region. 1896 wurde die Spitalkirche für einen größeren Nachfolgebau abgerissen.

## Heilig-Geist-Kirche

### Geschichte

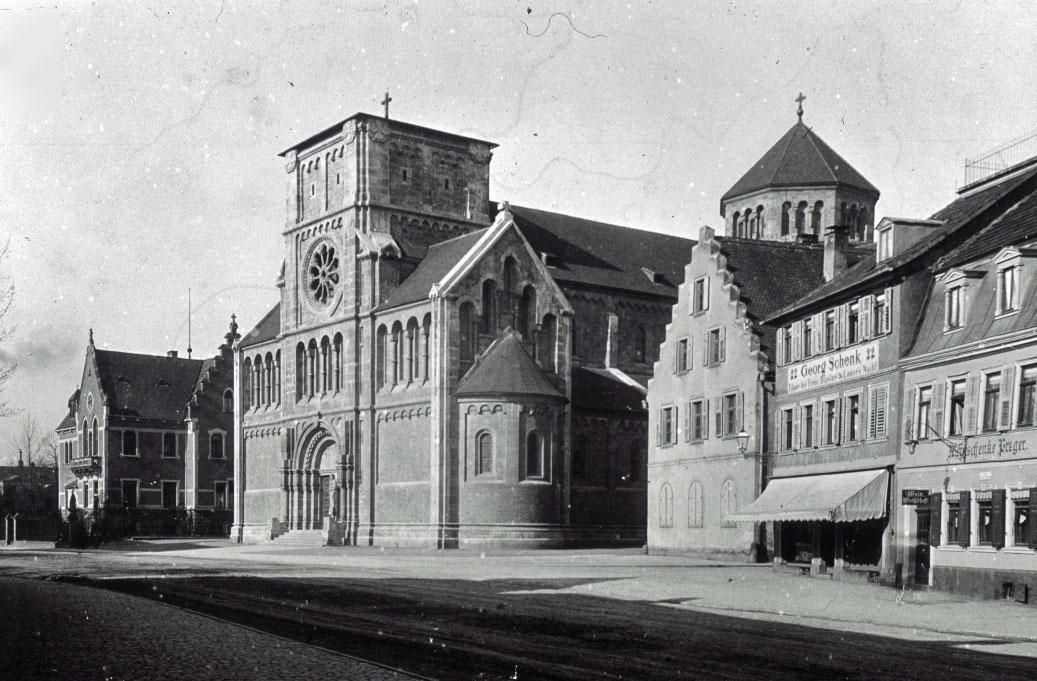
Heilig-Geist-Kirche 1903. Turm mit nur vier Geschossen und provisorischem Dach

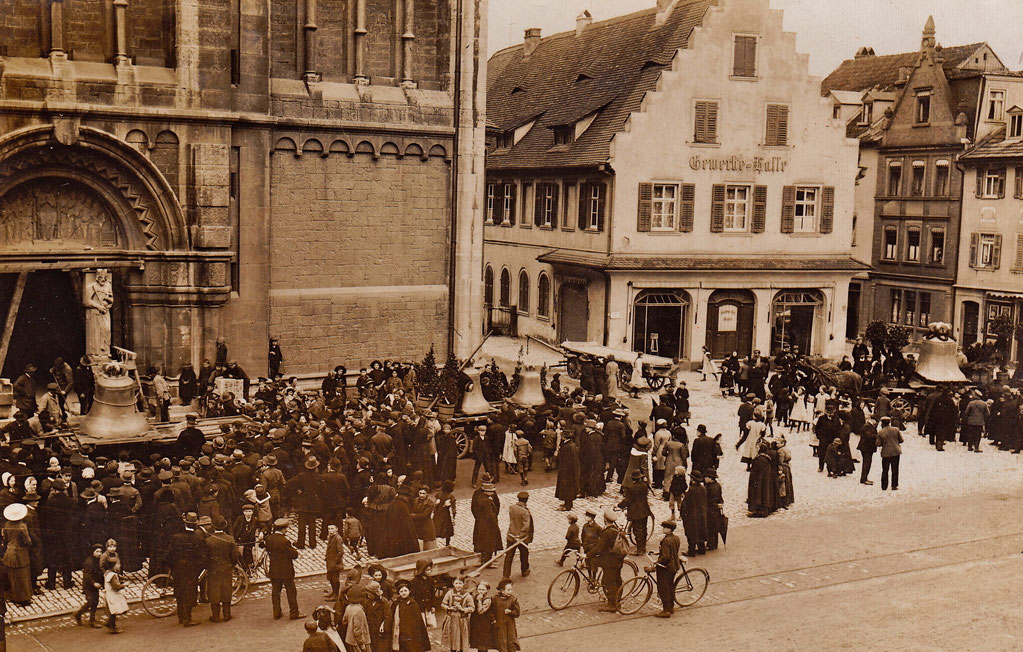
Glockenweihe 1913

In der zweiten Hälfte des 19. Jahrhunderts wuchs die Gemeinde infolge der Industrialisierung und des damit verbundenen Zuzugs von Arbeitern aus dem überwiegend katholischen Umland der Stadt stark an. Nach langen Planungen und Grundstückssichtungen wurde der Abriss der alten Spitalkirche und ein großer Neubau an alter Stelle mit dem historischen Namen beschlossen. Die Arbeiten begannen 1897. Vom Glockenturm waren zu diesem Zeitpunkt nur vier Geschosse vorhanden. Erst 1911 wurde er nach Plänen von Jakob Angermair um weitere drei Geschosse bis zur heutigen Höhe von 56 m aufgestockt.
In den Jahrzehnten danach entstanden auf dem Pfarreigebiet zahlreiche Tochtergemeinden. Eine historismuskritische Innenrenovierung von 1959 bis 1961 wurde später teilweise wieder rückgängig gemacht. 1974 wurde der Altarraum nach den Vorgaben der Liturgiereform neugestaltet.

### Architektur

#### Baubeschreibung
Die Heilig-Geist-Kirche ist ein Nachbau einer romanischen Kathedrale als dreischiffige Basilika auf Kreuzgrundriss. Chor und Querhausarme schließen mit Rundapsiden. Aus städtebaulichen Gründen wurde der für romanische Kirchen charakteristische Westriegel mit Haupteingang nach Südosten zur Hauptstraße, der Schultesstraße, ausgerichtet und somit die Kirche um über 90° zur üblichen Ausrichtung gedreht. Die Kirche ist mit Bogenfenstern, Bogenfriesen, Blendsäulen und Pilastern reich gegliedert. 
Die Tympana der drei Portale zeigen biblische Personen und Szenen, die zum Patrozinium der Kirche in Beziehung stehen. Sie sind Werke von Georg Wrba. Das Hauptportal stellt über der Statue von König David das Pfingstereignis dar, das südliche Nebenportal die Verkündigungsszene über der Statue des Jesaja, der die Geburt der Jungfrau ankündigt, und das Nordportal die Taufe Jesu über der Statue des Zacharias, des Vaters von Johannes dem Täufer. Der Glockenturm mit Zeltdach wird von einer Marienstatue bekrönt.

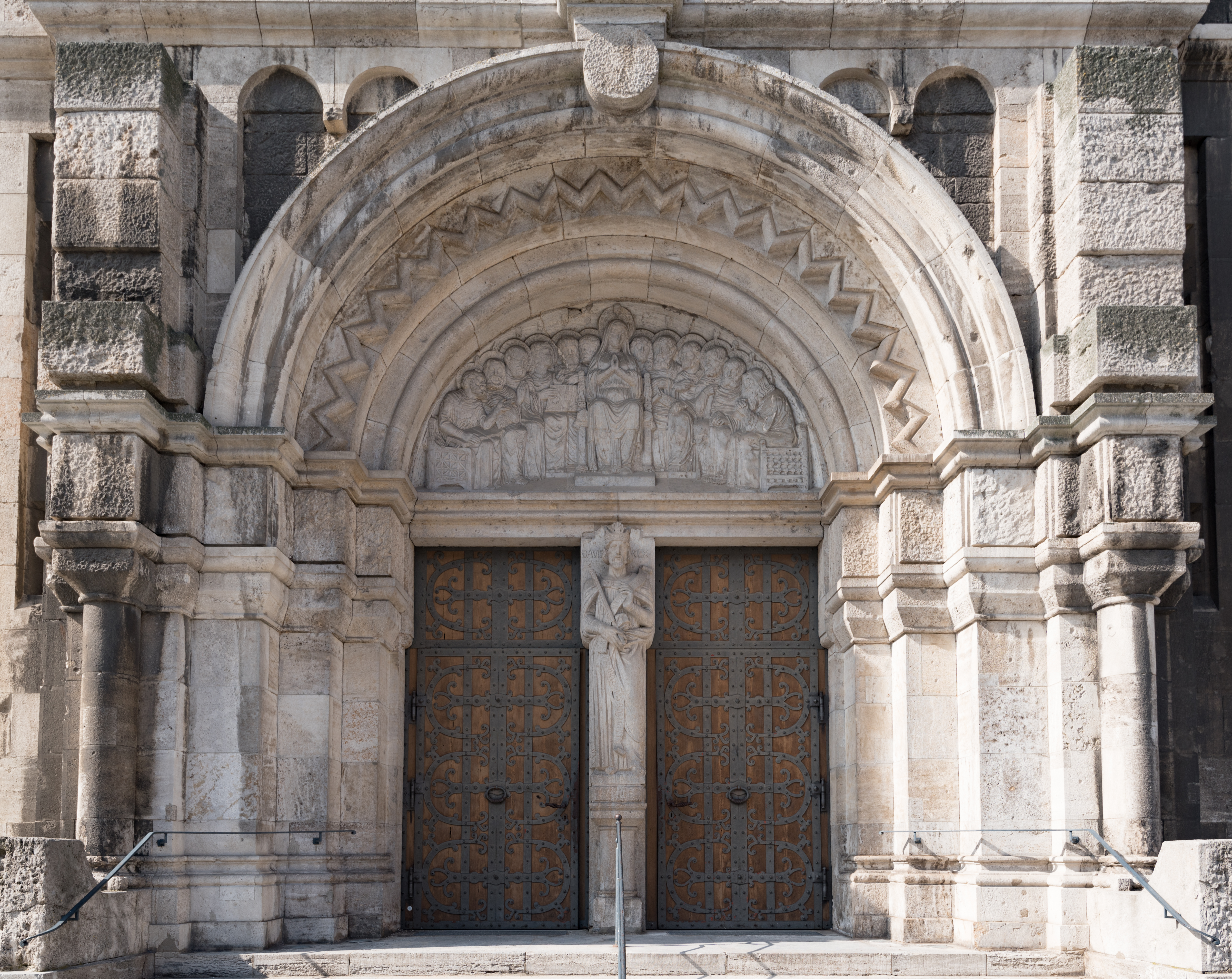
Hauptportal
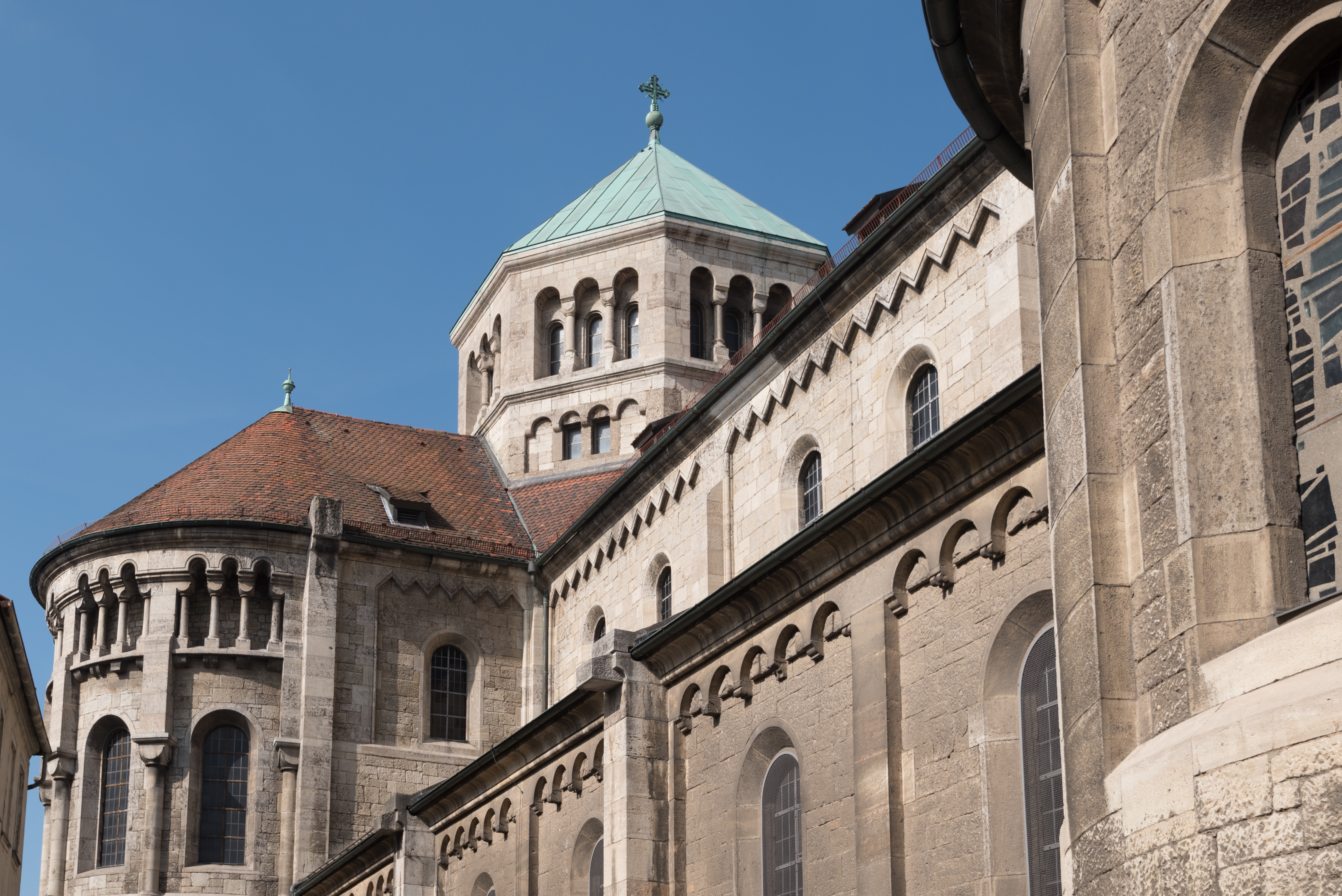
Westseite
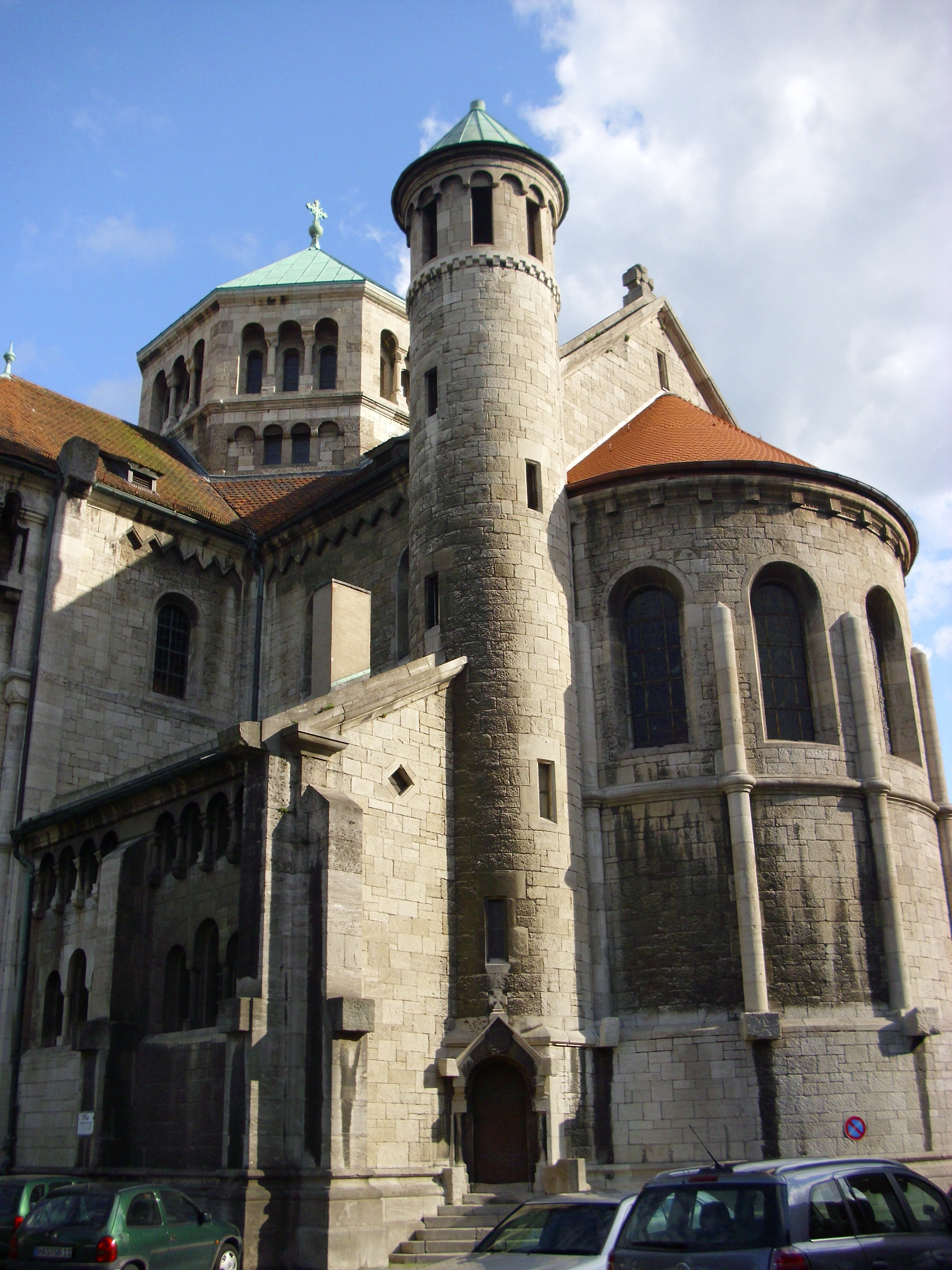
Nordseite
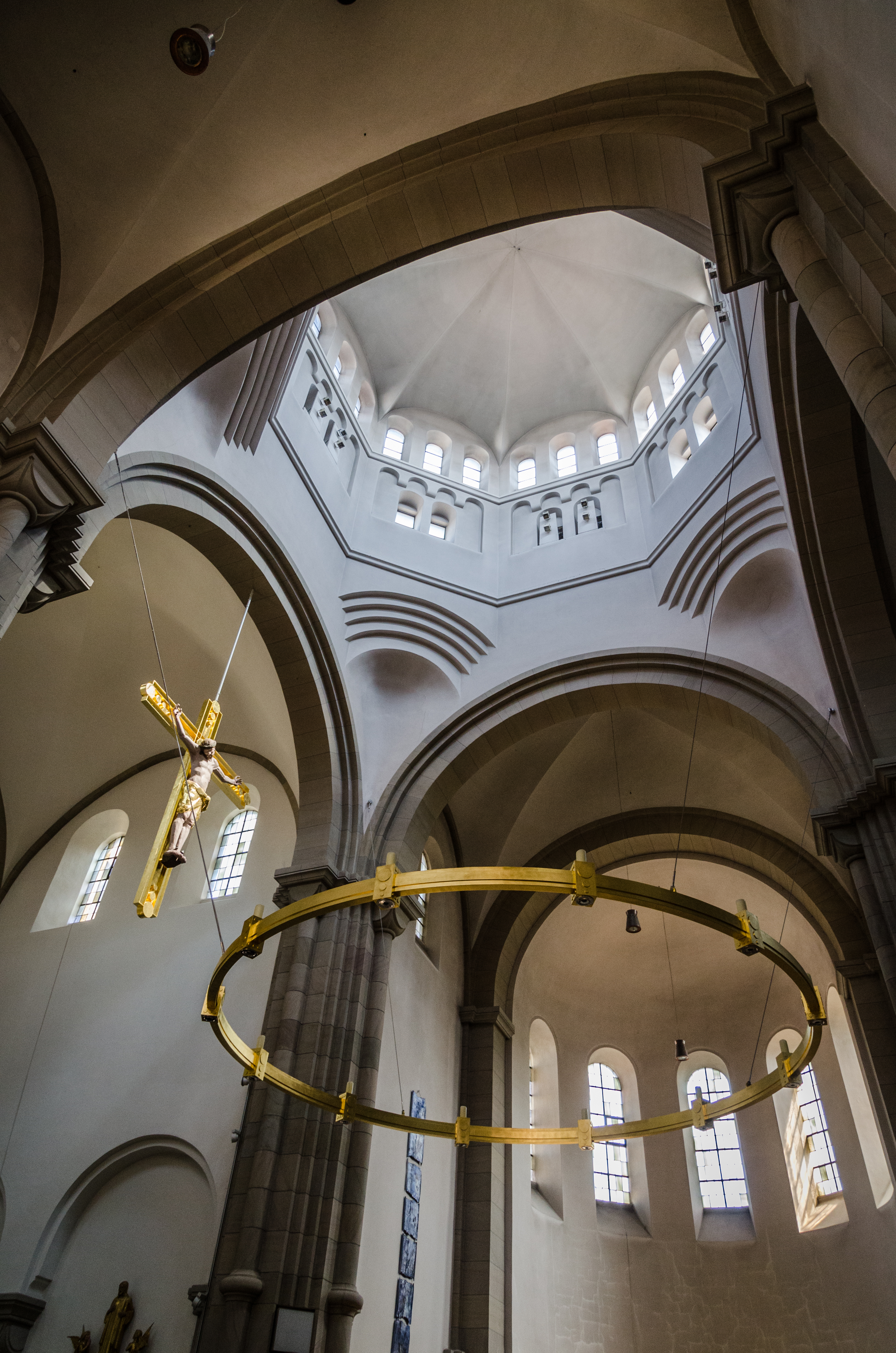
Blick in den Vierungsturm
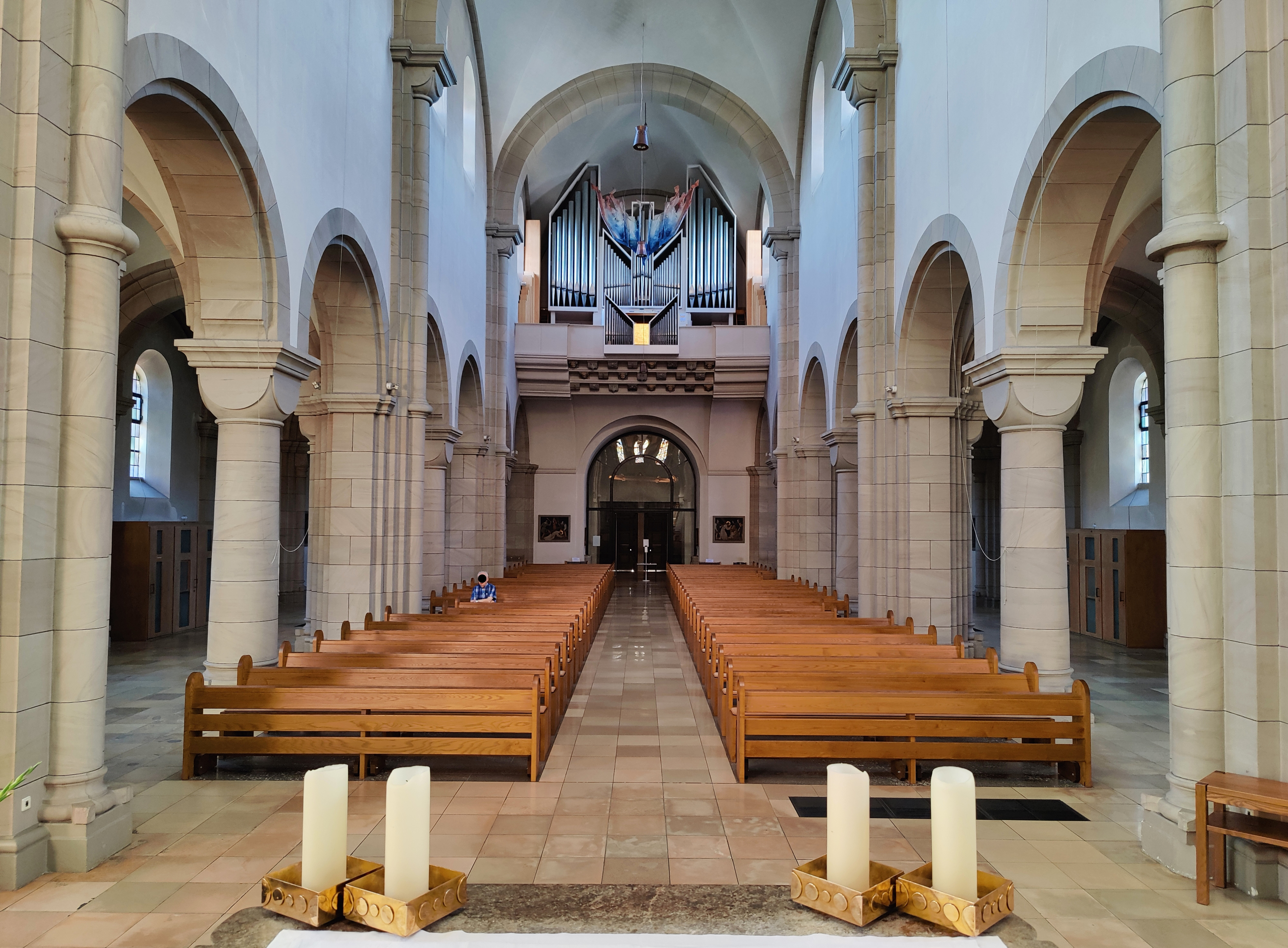
Innenraum

#### Ähnlichkeiten zu anderen Kirchen
Einige Architekturelemente der Heilig-Geist-Kirche weisen Ähnlichkeiten mit dem rund 50 Jahre älteren, neuromanischen Westriegel des Speyerer Doms auf: Zwerggalerie,  Fensterrosette und Vierungsturm. Zudem gibt es bei den Architekturelementen als auch ihrer Anordnung Ähnlichkeiten mit dem Dom von Trient: Rundapsis mit Zwerggalerie und Vierungsturm. Die Rundapsis an der Nordseite der Heilig-Geist-Kirche liegt vor einem Giebel und dahinter befindet sich der Vierungsturm (siehe: oberes Bild, Nordseite). Dieselbe Anordnung der drei Elemente findet man in Trient (siehe: unteres Bild). 

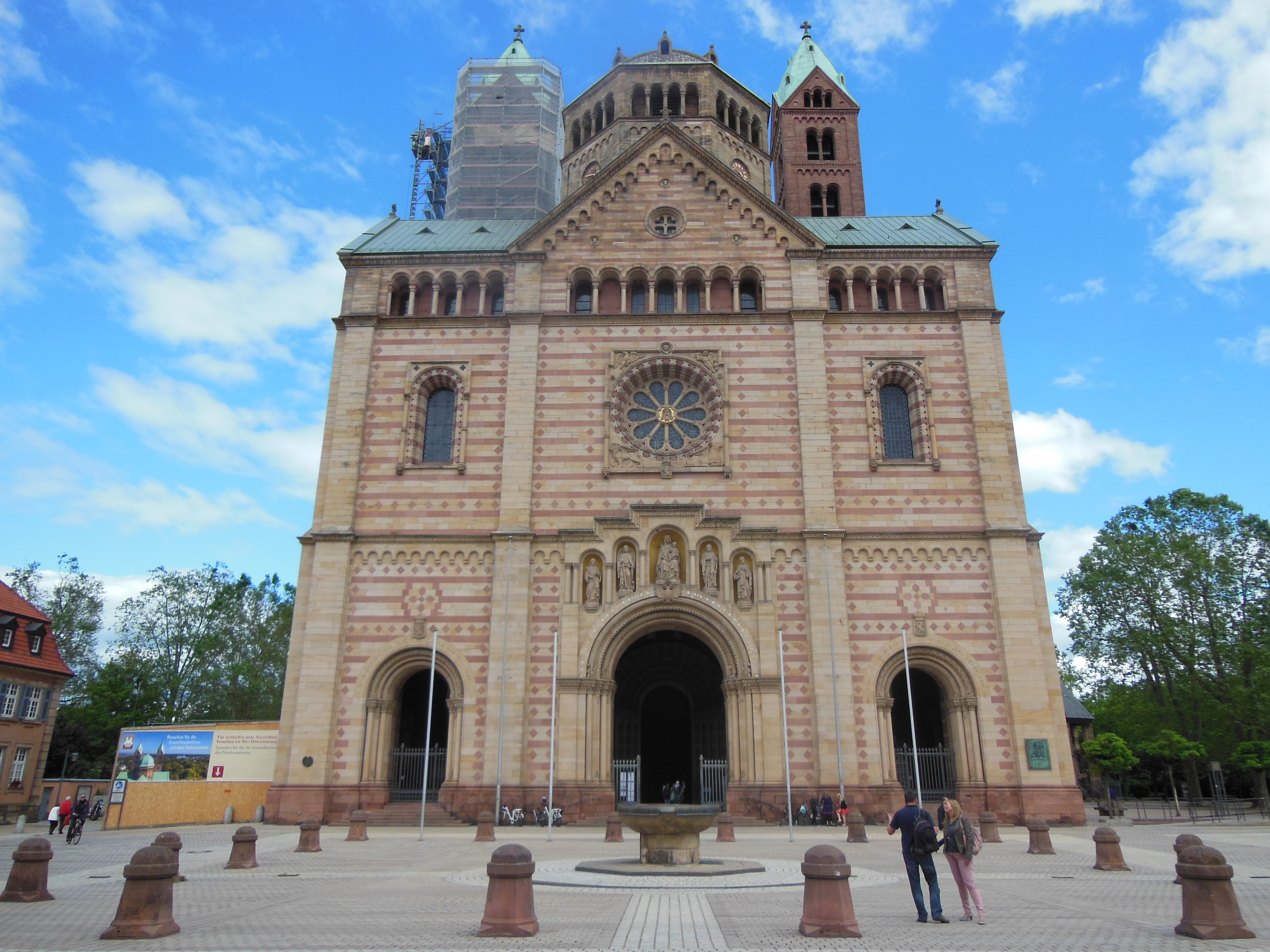
Speyerer Dom. Westriegel mit Fensterrosette, Zwerggalerie und Vierungsturm. Neuromanisch 1854–1858
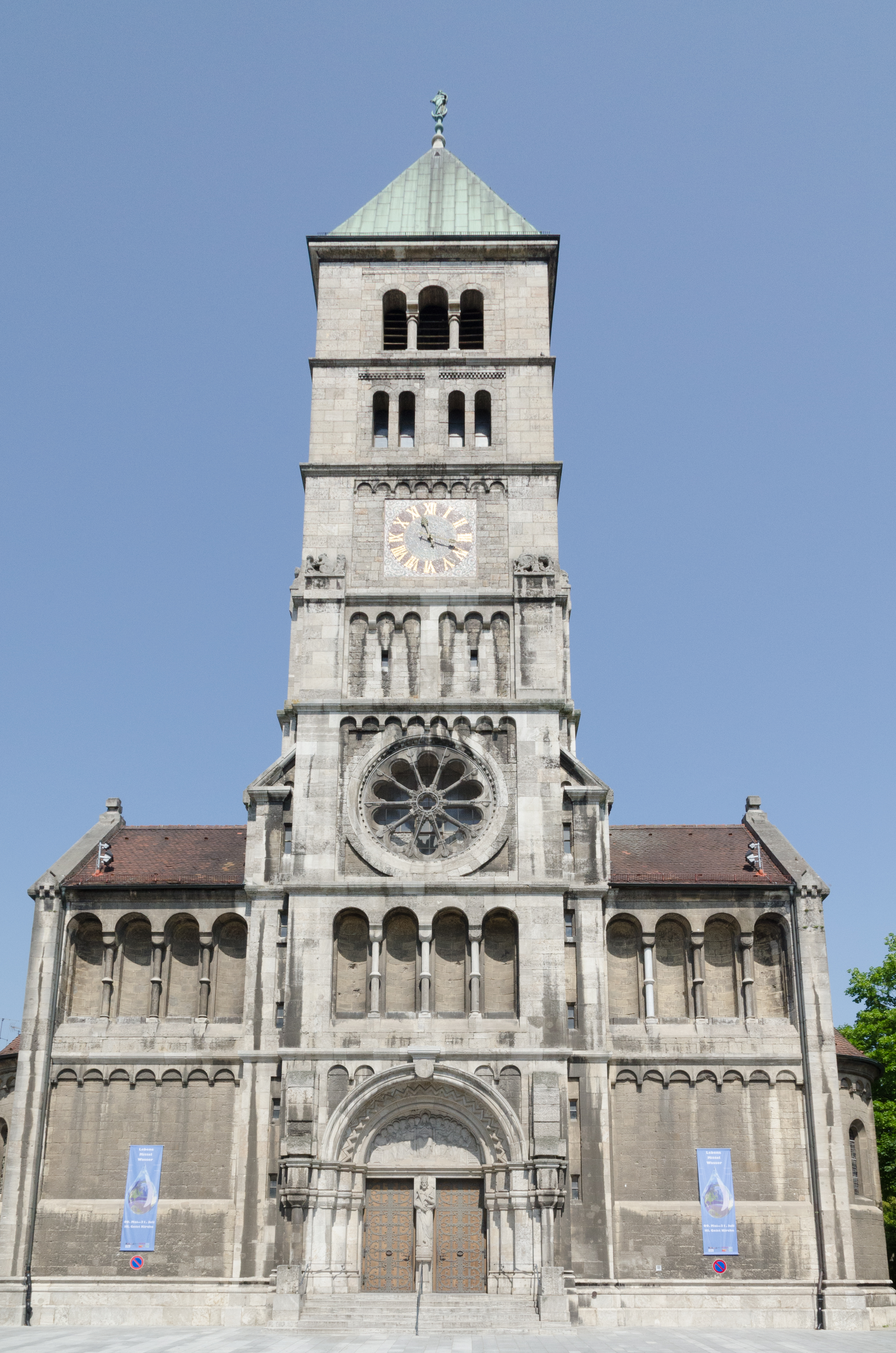
Heilig-Geist-Kirche. Westriegel mit Zwerggalerie und Fensterrosette. Neuromanisch 1897–1902

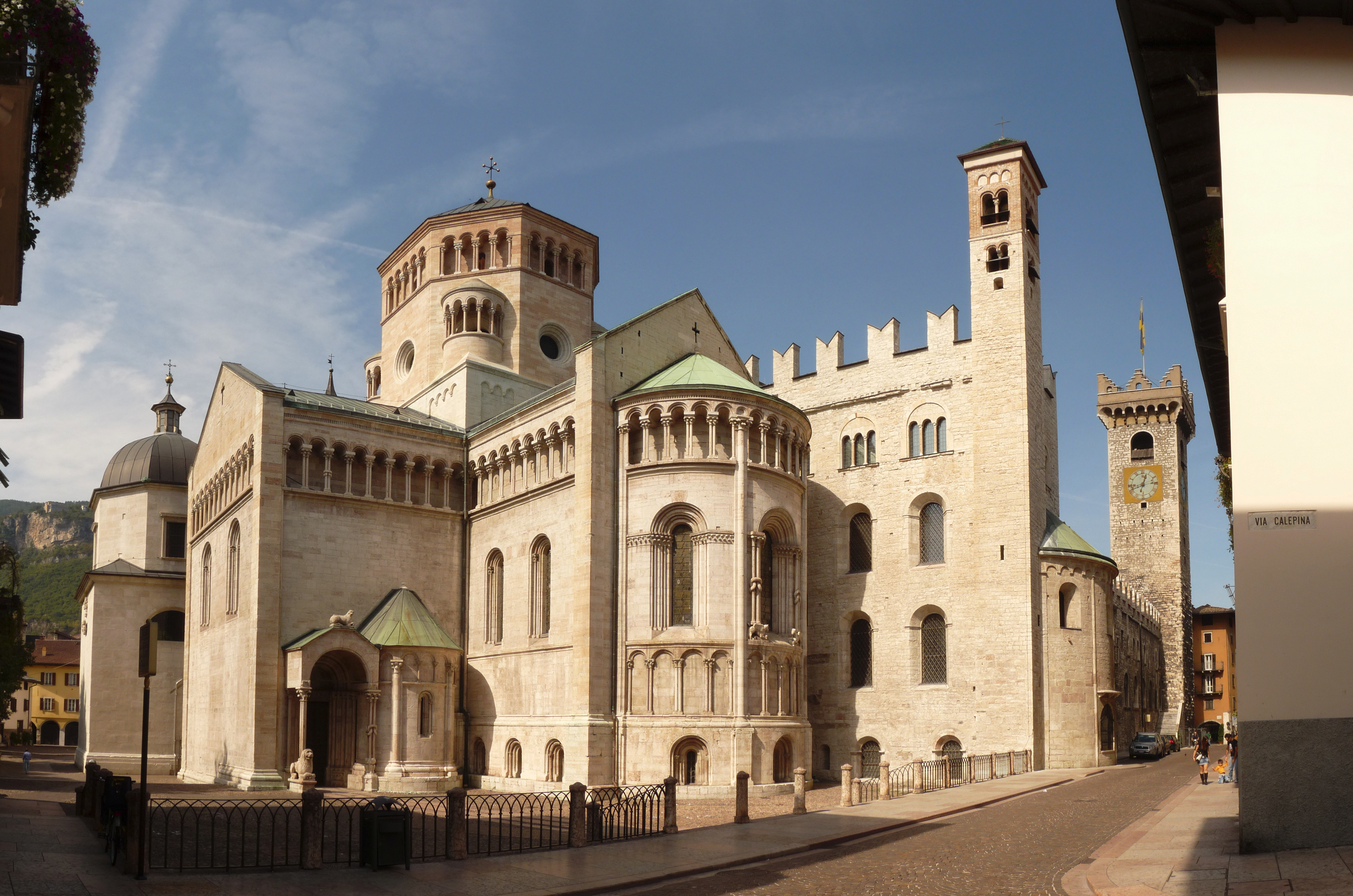
Dom von Trient. Rundapsis mit Zwerggalerie (Bildmitte) und Vierungsturm Romanisch 13. Jahrhundert
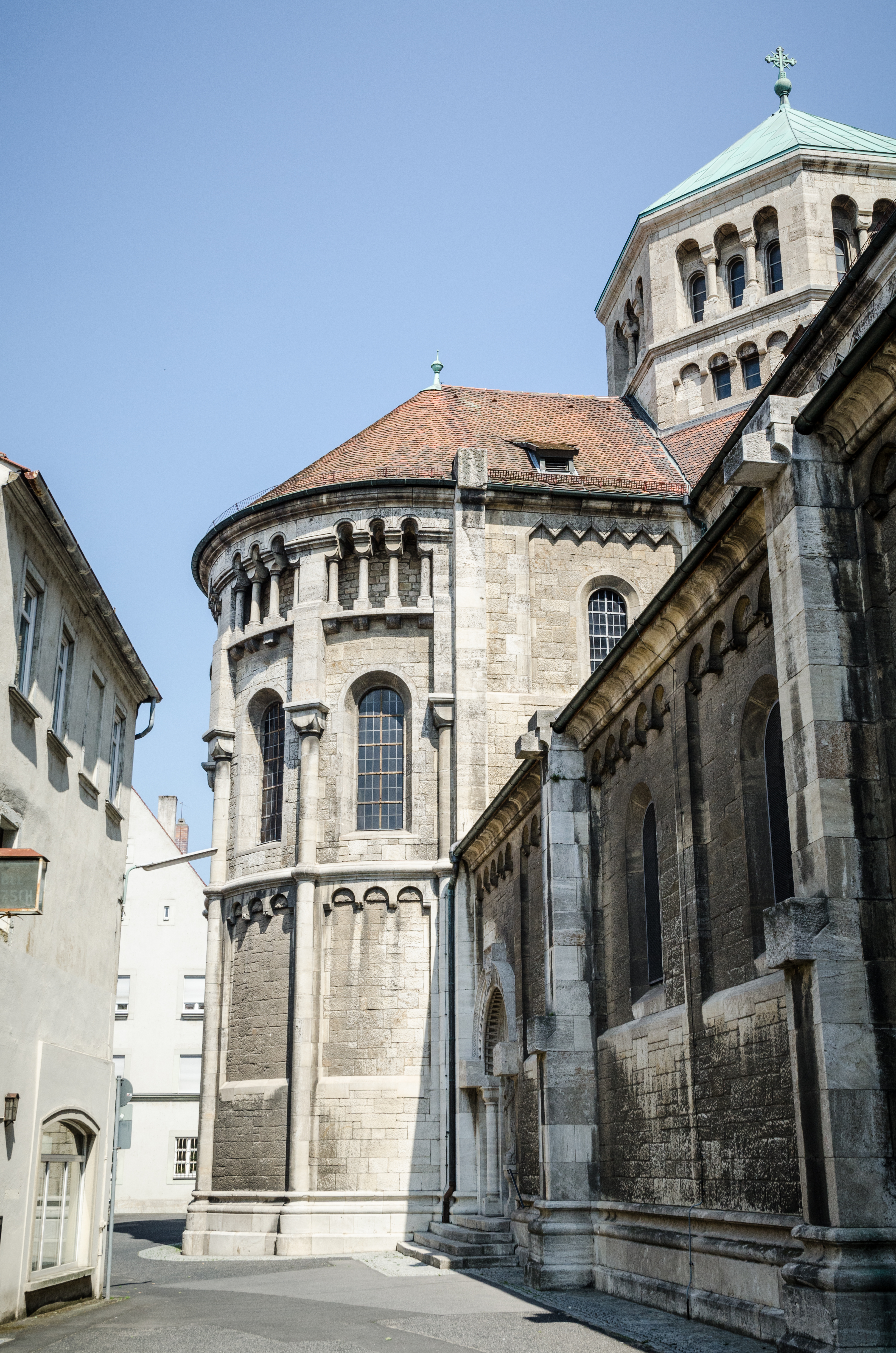
Heilig-Geist-Kirche. Rundapsis mit Zwerggalerie und Vierungsturm Neuromanisch 1897–1902

Eine neoromanische Kirche im Heimatschutzstil mit vier Türmen in der Anordnung von Speyer wurde in den 1930er Jahren 26 Kilometer südlich der Heilig Geist Kirche mit der Klosterkirche Münsterschwarzach errichtet.

### Ausstattung
Eine historismuskritische Innenrenovierung von 1959 bis 1961 wurde später teilweise wieder rückgängig gemacht.
Die Ausstattung, darunter der Crucifixus über dem Altar von Heinrich Söller, stammt überwiegend aus den 1960er und 1970er Jahren. Die Hauptapsis wurde bei der letzten Renovierung wieder dem Originalzustand angenähert. Rechts und links der Mittelachse mit dem Tabernakel und einer Skulptur des segnenden Christus sind Gestalten aus dem Alten und Neuen Testament und aus der Kirchengeschichte dargestellt.

### Orgeln

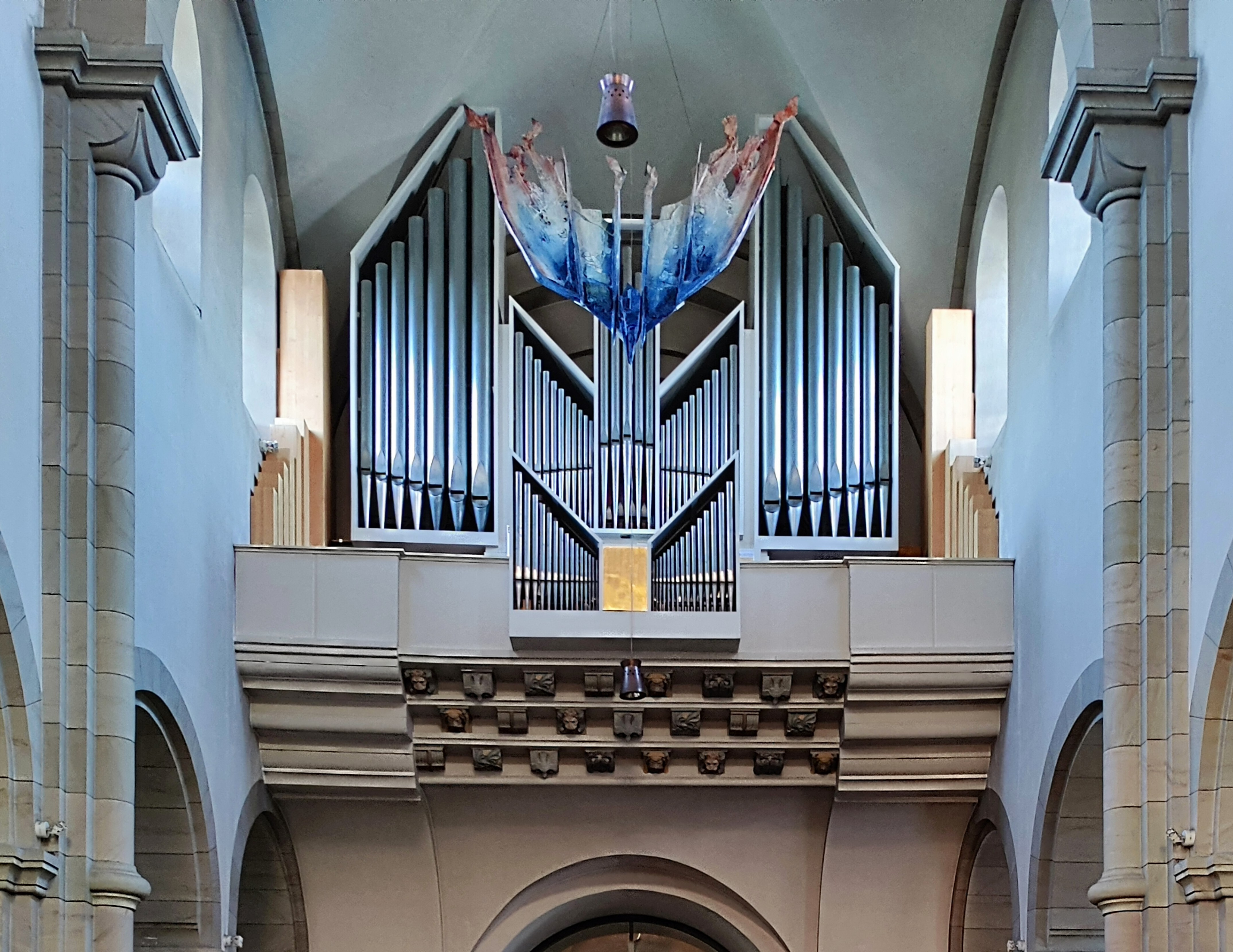
Hauptorgel

Die Kirche verfügt über zwei Orgeln der Firma Steinmeyer (Oettingen). Die Hauptorgel mit 46 Registern auf drei Manualen und Pedal wurde 1967 gebaut. Ihr Spieltisch ist viermanualig angelegt. Von dort lässt sich auch die Chororgel anspielen. Die Spieltrakturen sind mechanisch, die Registertrakturen sind elektrisch.
| I Rückpositiv C–g3 |              |       |
| 1.                 | Gedeckt      | 8′    |
| 2.                 | Quintade     | 8′    |
| 3.                 | Principal    | 4′    |
| 4.                 | Rohrflöte    | 4′    |
| 5.                 | Flageolett   | 2′    |
| 6.                 | Sifflöte     | 1 ⁄3′ |
| 7.                 | Carillon III | 4′    |
| 8.                 | Scharf IV    | 1′    |
| 9.                 | Krummhorn    | 8′    |
|                    | Tremulant    |       |

| II Hauptwerk C–g3 |              |       |
| 10.               | Pommer       | 16′   |
| 11.               | Principal    | 8′    |
| 12.               | Gedeckt      | 8′    |
| 13.               | Gemshorn     | 8′    |
| 14.               | Octave       | 4′    |
| 15.               | Querflöte    | 4′    |
| 16.               | Octave       | 2′    |
| 17.               | Kornett IV–V |       |
| 18.               | Mixtur IV    | 1 ⁄3′ |
| 19.               | Zimbel III   | 1⁄2′  |
| 20.               | Trompete     | 8′    |

| III Schwellwerk C–g3 |               |        |
| 21.                  | Principal     | 8′     |
| 22.                  | Rohrgedeckt   | 8′     |
| 23.                  | Gambe         | 8′     |
| 24.                  | Vox coelestis | 8′     |
| 25.                  | Principal     | 4′     |
| 26.                  | Spitzflöte    | 4′     |
| 27.                  | Nasat         | 2 ⁄3′  |
| 28.                  | Waldflöte     | 2′     |
| 29.                  | Terz-None II  | 1 2⁄3′ |
| 30.                  | Plein-jeu V   | 2′     |
| 31.                  | Fagott        | 16′    |
| 32.                  | Oboe          | 8′     |
| 33.                  | Trompete      | 4′     |
|                      | Tremulant     |        |

| Pedalwerk C–f1 |               |        |
| 34.            | Untersatz     | 32′    |
| 35.            | Principal     | 16′    |
| 36.            | Subbaß        | 16′    |
| 37.            | Octave        | 8′     |
| 38.            | Bartpfeife    | 8′     |
| 39.            | Quinte        | 5 1⁄3′ |
| 40.            | Nachthorn     | 4′     |
| 41.            | Bauernpfeife  | 2′     |
| 42.            | Hintersatz VI | 2 ⁄3′  |
| 43.            | Posaune       | 16′    |
| 44.            | Trompete      | 8′     |
| 45.            | Klarine       | 4′     |
| 46.            | Cornett       | 2′     |

- Koppeln: I/II, III/I, III/II, IV/II, I/P, II/P, III/P, IV/P
- Spielhilfen: 3 freie Kombinationen, 2 freie Pedalkombinationen, 10.000fache Setzeranlage in 12 Blöcken

Die Chororgel mit 17 Registern auf drei Manualen und Pedal wurde 1968 erbaut. 2010 erfolgte eine umfassende Renovierung mit Umbau durch Thomas Eichfelder. Das Instrument erhielt einen neuen Spieltisch und wurde umdisponiert. Es hat mechanische Spieltrakturen und elektro-pneumatische Registertrakturen. Beide Orgeln sind von beiden Spieltischen aus auf drei Manualen spielbar. Zudem lässt sich die Chororgel vom vierten Manual des Spieltisches der Hauptorgel aus anspielen.
| I Regalwerk C–g3 |       |    |
| 1.               | Regal | 8′ |

| II Hauptwerk C–g3 |                 |       |
| 2.                | Praestant       | 8′    |
| 3.                | Rohrflöte       | 8′    |
| 4.                | Principal       | 4′    |
| 5.                | Sesquialtera II | 2 ⁄3′ |
| 6.                | Octave          | 2′    |
| 7.                | Mixtur          | 1 ⁄3′ |

| III Schwellwerk C–g3 |            |       |
| 8.                   | Gedeckt    | 8′    |
| 9.                   | Salicional | 8′    |
| 10.                  | Hohlflöte  | 4′    |
| 11.                  | Fugara     | 4′    |
| 12.                  | Quinte     | 2 ⁄3′ |
| 13.                  | Blockflöte | 2′    |
| 14.                  | Oboe       | 8′    |
|                      | Tremulant  |       |

| Pedalwerk C–f1 |            |     |
| 15.            | Subbass    | 16′ |
| 16.            | Offenbass  | 8′  |
| 17.            | Choralbass | 4′  |
| 18.            | Posaune    | 8′  |

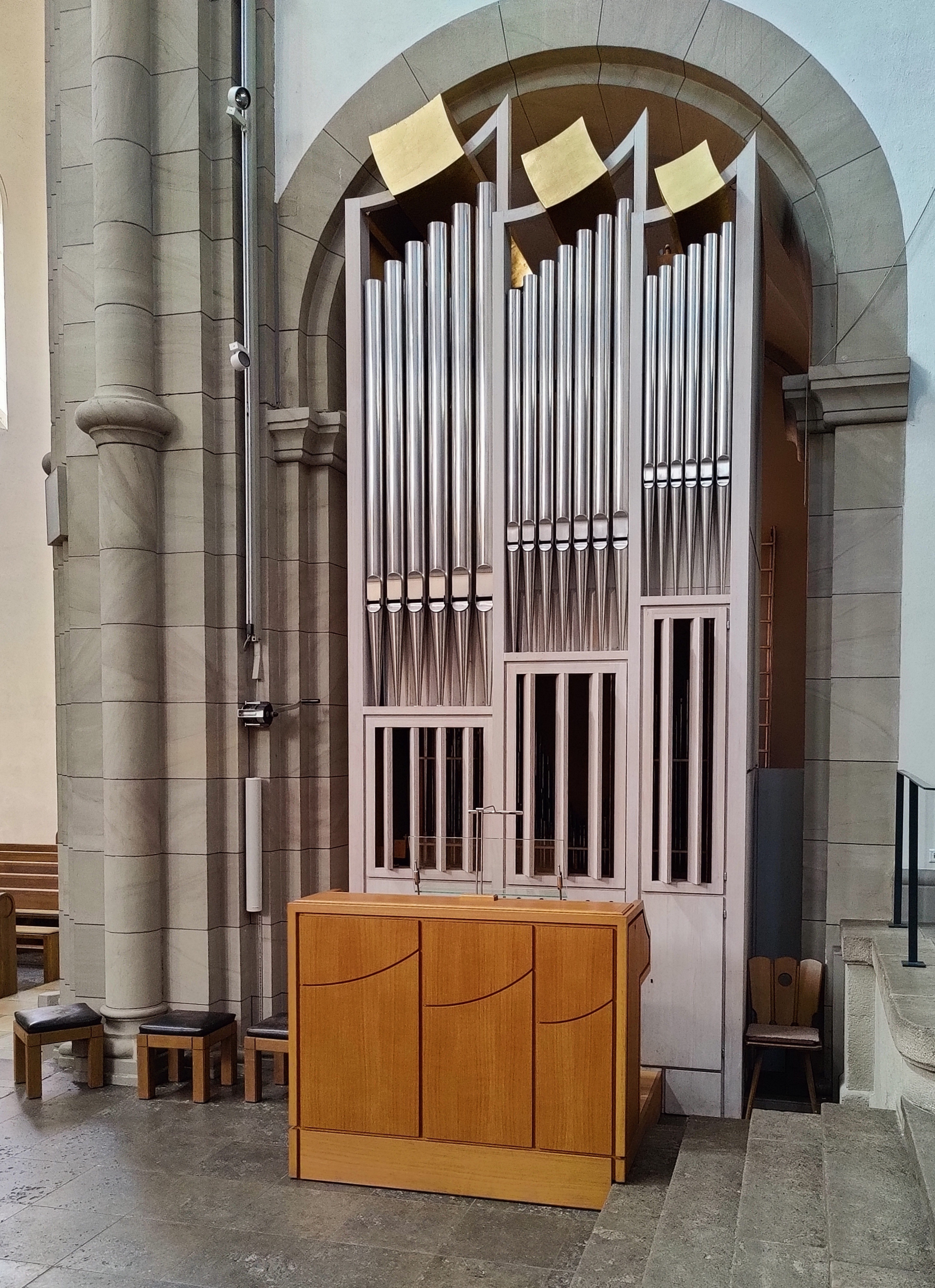
Chororgel

- Koppeln: II/II Sub, III/I, III/II, III/II Sub, III/III Sub, II/P, III/P